# Elizabeth Simmonds
Elizabeth Simmonds (ur. 22 stycznia 1991 w Beverley) – brytyjska pływaczka, mistrzyni Europy i wicemistrzyni świata na krótkim basenie.
Jest zawodniczką klubu akademickiego Loughborough University SC.

## Rekordy życiowe
| Konkurencja              | Basen 50 m | Basen 25 m    |
| ------------------------ | ---------- | ------------- |
| 50 m stylem grzbietowym  | 28.58      | 26.88 NR      |
| 100 m stylem grzbietowym | 59.43      | 56.69 NR      |
| 200 m stylem grzbietowym | 2:06.79    | 2:00.91 CR NR |
| 200 m stylem zmiennym    | 2:14.44    | 2:09.24       |
| 400 m stylem zmiennym    | 4:56.47    |               |